# 全米TOP30
全米TOP30（ぜんべいトップサーティー）は、テラモバイルほか制作のビルボード総合チャートとトーク等による洋楽の音楽番組で、主に日本テレビ系列の深夜に15分放送されているが、日本テレビおよび読売テレビでは放送されていない。2006年4月放送開始、2007年3月放送終了。終了後は、2007年4月～Break Point!で、ビルボードの情報を紹介している。

## 内容
- ビルボード総合チャート
  - 30位→21位
  - 20位→11位
  - 10位→4位
  - TOP3
- トーク

等

## 放送局
- 北海道（札幌テレビ）
- 青森県（青森放送）
- 岩手県（テレビ岩手）
- 秋田県（秋田放送）
- 山形県（山形放送）
- 宮城県（ミヤギテレビ）
- 福島県（福島中央テレビ）
- 茨城県、東京都、神奈川県、埼玉県、千葉県

（TOKYO MX テレビ）
- 新潟県（テレビ新潟）
- 長野県（テレビ信州）
- 山梨県（山梨放送）
- 静岡県（静岡第一テレビ）
- 石川県（テレビ金沢）
- 富山県（北日本放送）
- 福井県（福井放送）
- 愛知県、岐阜県、三重県

（中京テレビ）
- 岡山県、香川県（西日本放送）
- 徳島県（四国放送）
- 愛媛県（南海放送）
- 高知県（高知放送）
- 広島県（広島テレビ）
- 鳥取県、島根県（日本海テレビ）
- 山口県（山口放送）
- 福岡県（福岡放送）
- 熊本県（くまもと県民テレビ）
- 長崎県（長崎国際テレビ）
- 大分県（テレビ大分）
- 鹿児島県（鹿児島読売テレビ）
- 沖縄県（沖縄テレビ）

大分県は、日本テレビとフジテレビのクロスネット局、沖縄県は、フジテレビ系列、東京など関東圏は、UHF局。

## 放送されていない所
- 栃木県、群馬県、大阪府、兵庫県、京都府、和歌山県、奈良県、滋賀県、宮崎県

近畿地方を中心に2府7県で放送されなかった。